# Project X - Una festa che spacca
Project X - Una festa che spacca (Project X) è un film del 2012 diretto da Nima Nourizadeh.
Film commedia girato in stile falso documentario dalla debuttante Nourizadeh, sceneggiato da Michael Bacall e Matt Drake e prodotto da Todd Phillips.

## Trama
Tre ragazzi piuttosto "sfigati" di nome Costa, Thomas e JB vogliono organizzare una festa per il compleanno di Thomas a casa di quest'ultimo, approfittando anche della disponibilità dei genitori del ragazzo, che gli lasciano la casa libera per l'occasione. Il motivo della disponibilità è la partenza dei genitori per alcuni giorni ed il padre in particolare si dimostra disponibile nel dare per la prima volta una possibilità di responsabilità al figlio. L'obiettivo dei tre amici è diventare più popolari e poter partecipare finalmente a feste da sballo in futuro.

L'abitazione al centro delle vicende del film.

Dopo essersi procurati in giornata tutto il necessario per il party (tra cui alcol e marijuana), i tre cercano in tutti modi di far venire più gente possibile; in particolare Costa riesce a pubblicizzare molto la serata tramite internet, passaparola, annunci e perfino in radio. La voce della festa inizia a girare cosi tanto che mentre sono al supermercato, i tre amici, incontrano il giocatore di Baseball, Miles Teller, che viene invitato proprio alla stessa festa a cui doveva partecipare quella sera, di cui si diceva essere piena di "topa". 
Thomas è inizialmente contrario alla partecipazione di troppe persone alla sua festa ma ad un certo punto arriva Alexis che cerca di portarselo a letto: lui inizia a palparle il sedere e il seno, ma deve arrendersi davanti a Kirby, la migliore amica di Thomas, di cui lui è innamorato, che si presenta alla sua porta. Il party così degenera durante la notte, fino ad arrivare alla partecipazione di quasi 2000 ragazzi.
Ormai giunti verso la fine della festa, succede però qualcosa di inaspettato: lo spacciatore dal quale i tre si erano recati quella mattina per comprare la marijuana si presenta alla festa del ragazzo armato di lanciafiamme e devasta tutto il quartiere ma soprattutto la casa del festeggiato. Il motivo di questo come di altri imprevisti è sempre Costa, che aveva deciso di rubare un nano da giardino proprio allo spacciatore, senza sapere che all'interno erano nascoste innumerevoli pastiglie di ecstasy. Così, quando il nano viene letteralmente rotto a mazzate, tutti gli invitati fanno incetta delle pastiglie, consumandole in poco tempo ed aumentando la follia generale. Perciò è necessario l'intervento della polizia per cercare di ristabilire la situazione.
Il film termina con varie inquadrature aeree che mostrano la situazione estrema e devastante venutasi a creare, con effetti paragonabili a rivolte civili. Il giorno dopo, i tre protagonisti, tornando a scuola, vengono acclamati come degli eroi per il grande evento organizzato, diventando molto popolari. La loro bravata ha però un prezzo: Thomas dovrà ripagare tutti i danni causati dal suo party con i soldi che i suoi genitori gli avevano destinato per il college; Costa, dopo quella notte, dovrà aspettare il risultato di tre esami di paternità in cui è coinvolto; JB invece sarà assolto da ogni responsabilità poiché i suoi genitori lo faranno passare per disabile.

## Colonna sonora
La colonna sonora originale del film Project X è stata pubblicata su iTunes Store il 28 febbraio 2012, dalla WaterTower Music. L'album contiene 14 tracce che si ascoltano durante il film e composta da brani di Kid Cudi, D12, Machine Gun Kelly, Nas e Pusha T.
1. Trouble On My Mind – Pusha T
2. Bitch Betta Have My Money – AMG
3. Tipsy (Club Mix) – J-Kwon
4. Candy (feat. Pitbull) – Far East Movement & Pitbull
5. Ray Ban Vision – A-Trak
6. Le Disko (Boys Noize Fire Mix) – Shiny Toy Guns
7. Nasty – Nas
8. Pursuit of Happiness (Steve Aoki Dance Remix) – Kid Cudi
9. Heads Will Roll (A-Trak Remix) – Yeah Yeah Yeahs
10. Pretty Girls (Benny Benassi Remix) – Wale
11. The Next Episode – Dr. Dre & Snoop Dogg
12. Fight Music – D12
13. Wild Boy (Ricky Luna Remix) – MGK
14. White Trash Party (W.T.P) –Eminem

## Distribuzione
Il film è uscito nelle sale cinematografiche degli Stati Uniti d'America, Canada e del Regno Unito il 2 marzo 2012. In Italia è uscito il 6 giugno 2012.

## Accoglienza
Il film ha incassato 54 milioni di dollari negli USA e oltre 100 complessivamente.

Alla sua uscita il film ha diviso nettamente in due la critica. La parte maggiore e più tradizionale non lo ha accolto in maniera positiva, criticando duramente l'atteggiamento accondiscendente del film nei confronti delle azioni dei suoi protagonisti: 
Una minoranza invece ne ha esaltato la capacità di raccontare il desiderio di ribellione giovanile contemporaneo: